# Doulevant-le-Château
Doulevant-le-Château is een gemeente in het Franse departement Haute-Marne (regio Grand Est) en telt 444 inwoners (2005). De plaats maakt deel uit van het arrondissement Saint-Dizier.

## Geografie
De oppervlakte van Doulevant-le-Château bedraagt 21,7 km², de bevolkingsdichtheid is 20,5 inwoners per km².
De onderstaande kaart toont de ligging van Doulevant-le-Château met de belangrijkste infrastructuur en aangrenzende gemeenten.

## Demografie
Onderstaande figuur toont het verloop van het inwonertal (bron: INSEE-tellingen).